# 香月站
香月站（日语：／ Katsuki eki */?）是位於福岡縣北九州市八幡西區香月，日本國有鐵道（國鐵）香月線的鐵路車站（廢站）。
此站雖然是位於北九州市內，但是由於此站與該市的中心站小倉站之間必須要經過中間市和水卷町（即是「飛地車站」，與福知山線的道場站同樣情況），因此此站不是在特定都區市內的車站。

## 歷史
- 1908年（明治41年）7月1日：國鐵筑豐本線貨物支線中間站至此站之間開業。當時，此站為貨運車站[1]。
- 1911年（明治44年）10月1日：開設客運業務，成為一般車站[1]。同時，中間站至此站之間從筑豐本線貨物支線獨立為香月線。
- 1915年（大正4年）1月1日：鞍手輕便鐵道（後來變為筑豐鐵道（第二代）（日语：筑豊鉄道 (2代)））此站至野面站之間開業。
- 1916年（大正5年）4月1日：開設行李起卸業務[1]。
- 1954年（昭和29年）10月1日：筑豐鐵道（第二代）此站至野面站之間被廢除。
- 1974年（昭和49年）10月1日：結束貨運業務[1]。
- 1984年（昭和59年）2月1日：結束行李起卸業務[1]。
- 1985年（昭和60年）4月1日：香月線全線廢除，此站也被廢除[1]。

## 車站構造
此站是地面車站和有人車站，設有1面1線的單式月台。除了本線外，此站還有機走線。

## 現狀

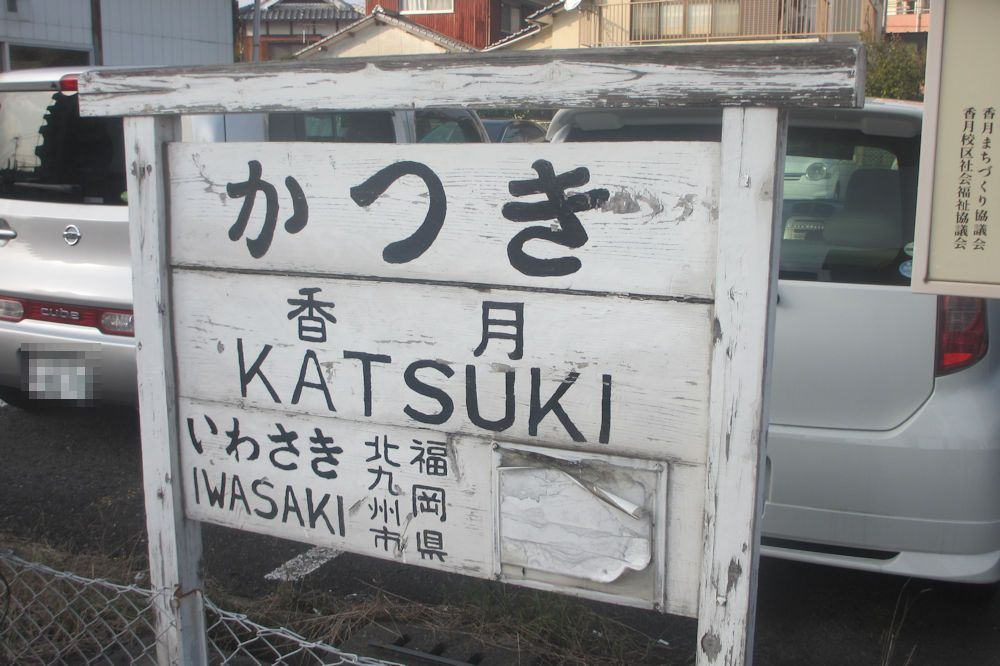
還被保存的國鐵香月站站牌

車站遺址變為西鐵巴士香月營業所，在該處的一角設置了此站的站名牌和介紹此站的展板。

## 運輸量、收入
| 年度 | 客量（人） | 貨運量（公噸） | 客運收入（日圓） | 貨運收入（日圓） |
| ---- | ---------- | -------------- | ---------------- | ---------------- |
| 1924 | 202,727    | 314,849        | 49,437           | 213,646          |
| 1928 | 223,495    | 364,414        | 48,168           | 251,054          |
| 1931 | 170,083    | 238,660        | 30,255           | 170,924          |
| 1935 | 183,385    | 399,426        | 34,978           | 286,411          |

資料取自各年度《福岡縣統計書》。

### 使用狀況
在1962年（昭和37年）度，1日平均乘車人次為732人。

## 相鄰車站
日本國有鐵道（國鐵）
香月線
岩崎－香月
筑豐鐵道
筑豐鐵道線
香月－木屋瀨

## 注腳
1. 1 2 3 4 5 6 7 8  石野哲（編）.  初版. JTB. 1998-10-01: 791. ISBN 978-4-533-02980-6 （日语）.
2. ↑  「国鉄主要駅別運輸状況」《福岡縣統計年鑑》昭和37年

## 相關項目
- 日本鐵路車站列表 Ka